# قرار مجلس الأمن التابع للأمم المتحدة رقم 1390
قرار مجلس الأمن التابع للأمم المتحدة رقم 1390، المتخذ بالإجماع في 16 كانون الثاني / يناير 2002، بعد الإشارة إلى القرارات 1267 (1999) و1333 (2000) و1363 (2001) و1368 (2001) و1373 (2001) 1378 (2001) و1383 (2001) فيما يتعلق بالحالة في أفغانستان والإرهاب، فرض المجلس عقوبات أخرى على أسامة بن لادن والقاعدة وطالبان وآخرين مرتبطين بهم.
على الرغم من أن مجلس الأمن قد تبنى قرارات عقوبات ضد الكيانات من غير الدول في الماضي، فإن القرار 1390 يمثل المرة الأولى التي يتبنى فيها قرارًا بدون اتصال إقليمي.

## القرار

### أعمال
بموجب الفصل السابع من ميثاق الأمم المتحدة، قرر المجلس مواصلة الإجراءات التي من شأنها تجميد أموال القاعدة وطالبان ورفع التدابير المتعلقة بالطائرات التي كانت تسيطر عليها حركة طالبان سابقًا وفقًا للقرار 1388 (2002). ثم قرر فرض مزيد من الإجراءات فيما يتعلق بأسامة بن لادن وطالبان والقاعدة، داعياً جميع الدول إلى:
(أ) تجميد الموارد الاقتصادية والأصول المالية الأخرى دون تأخير؛
(ب) منع الأفراد والمنظمات من دخول أراضيها أو عبورها؛
(ج) فرض حظر توريد الأسلحة.
وستتم مراجعة الإجراءات في غضون 12 شهرًا وحث جميع الدول على التنفيذ الكامل للقرار 1373. طُلب من لجنة مجلس الأمن المنشأة بموجب القرار 1267 أن تقدم تقارير منتظمة إلى المجلس بشأن تنفيذ القرار الحالي بناءً على المعلومات التي تقدمها الدول إليها بشأن الإجراءات التي اتخذتها. تم حث جميع الدول على تقديم التقارير في غضون 90 يومًا وبعد ذلك وفقًا لجدول زمني تضعه اللجنة.
وطُلب من جميع البلدان تعزيز وإنفاذ العقوبات بموجب قوانينها المحلية ضد الأفراد والكيانات العاملة على أراضيها للتعامل مع انتهاكات التدابير. علاوة على ذلك، تمت دعوتهم لاحقًا إلى إبلاغ النتائج التي توصلوا إليها إلى اللجنة ما لم يضر ذلك بتحقيقاتهم. وطُلب من الأمين العام كوفي عنان تكليف فريق الرصد الذي كان من المقرر أن تنتهي ولايته في 19 كانون الثاني / يناير 2002 بمراقبة تنفيذ الجزاءات الواردة في القرار الحالي. وكان مطلوبا تقديم تقرير بحلول 31 آذار / مارس 2002 وكل أربعة أشهر بعد ذلك.

## روابط خارجية
- نص القرار في undocs.org